# Brother, Can You Spare Two Dimes?
"Brother, Can You Spare Two Dimes?" är avsnitt 24 och det sista från säsong tre av Simpsons. Avsnittet sändes på Fox i USA den 27 augusti 1992. I avsnittet vinner Homer ett pris på 2000 amerikanska dollar för att undvika att han stämmer Springfields kärnkraftverk för de gjort så att han blivit steril. Herb har blivit uteliggare och läser nyheterna om att Homer vunnit priset försöker låna pengarna så att han kan bygga sin nya uppfinning så han blir rik igen. Homer låter honom få låna pengarna och Herb bygger en översättningsapparat för bebisar som blir en succé och han förlåter Homer för att han gjorde så han blev uteliggare. Avsnittet skrevs av John Swartzwelder och regisserades av Rich Moore. Danny DeVito gästskådespelade som Herb och Joe Frazier som sig själv. Avsnittet var det andra med DeVito som Herb. Avsnittet var det näst mest sedda på Fox under veckan.

## Handling
Under en rutinmässig undersökning av de anställda på Springfields kärnkraftverk visar det sig att säkerhetsinspektören Homer Simpson har blivit steril efter att ha utsatts för joniserande strålning. För att undvika en rättegång ser Mr. Burns till att Homer får det påhittade priset "Montgomery Burns Award för enastående prestationer inom utmärkthet" och en prissumma på 2000 amerikanska dollar efter att han lurat Homer att skriva på ett avtal att inte stämma honom. Burns låter Joe Frazier bli värd för prisutdelningen för att lura Homer att det är en riktig ceremoni.
Familjen Simpson kan inte bestämma vad de ska göra med pengarna, Homer vill köpa fåtöljen Spinemelter 2000, men familjen stoppar honom och de sparar pengarna. Homers halvbror har blivit uteliggare och läser i en tidning att Homer vunnit ett pris. Han anser att om han kan få låna pengarna kan han bli rik igen, han behöver bara en idé. Herb sitter i en park och funderar på en idé, i samma park försöker en mamma prata med sin skrikande bebis. Kvinnan och bebisen ger Herb en idé, han besöker Homer och säger att han vill låna pengarna för att göra en maskin som översätter bebisspråket till vuxenspråket.
Homer tvekar till att låna ut pengarna men Bart övertygar honom. Herb stannar hos familjen medan han bygger maskinen och tar hjälp av Maggie. Efter att Herb byggt klart den och presenterar den på en mässa blir den en stor succé och han blir rik igen. Han lämnar tillbaka pengarna till familjen, köper en ny tvättmaskin och torktumlare till Marge, Lisa får en prenumeration på ett uppslagsverk om den västerländska civilisationen. Bart får ett medlemskort till NRA och till Homer ger han honom gåvan att han blir hans bror igen, men han får också sin älskade fåtölj. Homer tackar Herb för presenterna och njuter i slutet av sin fåtölj.

## Produktion
Avsnittet skrevs av John Swartzwelder och regisserades av Rich Moore. Orsaken till att avsnitt sändes 27 augusti 1992 var att Fox ville sända några av sina mest sedda serier i slutet av sommaren för att få en bra sommarsäsong. Idén om fåtöljen kom efter att en av författarna tog med sig en till jobbet. Avsnittet gjordes för att de ville ha en fortsättning på förra avsnittet med Herb som inte hade ett lyckligt slut. Producenterna hade redan planerat att Herb skulle få en idé att återfå sin förmögenhet i förra avsnittet men det togs bort. Herb spelades återigen av Danny DeVito. Enligt Hank Azaria verkade inte DeVito trivas med att upprepa sin rollfigur; han gjorde det ändå men gav intryck av att han ville ha det snabbt avklarat.
Författarna hade många idéer med Herb, och fick fram 33 sidor, inför inspelningen fick de ta bort en hel del material. En scen som togs bort var att Herb fick frågan vilken stat Springfield ligger i då han skulle ta tåget. Det skämtet användes senare i "Burns, Baby Burns". Ett skämt som togs bort var om Sovjetunionen eftersom landet blivit Ryssland under inspelningen. Joe Frazier fick gästskådespela som sig själv. George Meyer fick regissera Fraizer och de fick göra omkring 20 tagningar då han hade svårt att uttala replikerna. I manuset stod det från början att Fraizer skulle bli nedslagen av Barney Gumble då han argumenterade med honom men Frazier gillade inte det så de bytte plats på figurerna. Producenterna tänkte från början ta George Foreman istället för Frazier.

## Kulturella referenser
Då Homer säger att han kysser himlen är det en referens till "Purple Haze". Priset som Homer får är en kopia av en Emmy Award men med Burns istället. Titeln är en parodi på "Brother, Can You Spare a Dime?". Herb pratar i avsnitt med en uteliggare som säger att han ägde ett massageställe med namnet Musse Pigg i namnet men att det stängdes av The Walt Disney Company trots att han lovade sätta på byxorna på Musse igen. Det är en referens till att Disney inte gillar att folk använder deras varumärken. När Homer provar fåtöljen är det han upplever en referens till 2001 – Ett rymdäventyr. Då Homer tänker på sin förra soffa minns han då han såg Dallas, upplevde Hands Across America, Berlinmurens nedrustning och Gomer Pyle, U.S.M.C.. Då Herb ger familjen Simpson presenterna är det en referens till Trollkarlen från Oz.

## Mottagande
Avsnittet hamnade på plats 31 över mest sedda program under veckan med en Nielsen ratings på 10,7, vilket innebär 9,76 miljoner hushåll. Avsnittet var det näst mest sedda på Fox under veckan. I boken I Can't Believe It's a Bigger and Better Updated Unofficial Simpsons Guide var de positiva till avsnittet, de gillade mest scenerna med Homers fixering vid vibrerande stolar och när Maggie talar till familjen genom bebisöversättaren. Hos The Guardian har David Eklid sagt att det här avsnittet har tillsammans med "Lisa's Pony" och "Stark Raving Dad" gjort serien till den bästa TV-säsongen i en TV-serie någonsin. Avsnittets referens till 2001 – Ett rymdäventyr hamnade på plats 27 över bästa filmreferenser i serien av Nathan Ditum från Total Film.
Herbs återkomst berömdes av Nate Meyers av Digitally Obsessed som skriver att Herb är ett perfekt syskon för Homer, de två karaktärerna har en harmonisk ge-och-ta-komedistil. Nate anser inte att manuset är ett av de bästa men det finns massor av skratt som kompenserar det. Det finns också en humoristisk cameo av Joe Frazier som sätter en fin accent på showen. Hos Bill Gibron har DVD Verdict gett avsnittet betyg 99 av 100 och prisade avsnittet för skämten om vad pengarna skulle användas till och avsnittet var en bra möjlighet att ta tillbaka Herb. Hos DVD Movie Guide har Colin Jacobson sagt att han gillar att man fick en fortsättning på avsnittet med Herb och DeVitos medverkan bidrar till att de gjorde serien mer framgångsrik och han anser att de måste ta tillbaka honom. Tom Adair på The Scotsman anser att avsnittet är en klassiker speciellt eftersom DeVito var med. Gibron gillade också att DeVitos tolkning av Herb är som en annan version av hur Dan Castellaneta gör Homer. Ditum har rankat DeVitos medverkan som den tionde bäst gästskådespelaren i seriens historia.